# Jaguar Wright
Pour les articles homonymes, voir Wright.
Jaguar Wright, de son vrai nom Jacquelyn Wright (née à Philadelphie le 7 mai 1977), est une chanteuse de R&B et neo soul américaine.

## Biographie
Elle fait partie du collectif d'Okayplayer.
Jaguar Wright a chanté en live avec The Roots, Jay-Z   (dans le MTV Unplugged) ou Blackalicious.

## Albums
- 2002 :  Denials Delusions and Decisions, (MCA Records)
- 2005 : Divorcing Neo 2 Marry Soul , (Artemis Records)

## Singles
- 2002 : The What If's
- 2005 : Free
- 2005 : Flower

## Producteurs
Richard Nichols, James Poyser, Leonard Hubbard, Vikter Duplaix, Kamiah "Little Klang" Gray, Raphael Saadiq, Glenn Standridge, Ahmir Khalib Thompson, Bobby Ozuna, Kelvin Wooten, Scott Storch, Terrance Lovelace, James Banks, Jaguar Wright

## Apparitions
- Philly Blunts
- The Best Man (OST)
- The Roots - "The Roots Come Alive"
- Femi Kuti - "Fight to Win"
- Blackalicious - "Blazing Arrow" - "Aural Pleasure"
- Jay-Z - "MTV Unplugged"
- DJ Language/Sean B. (Mix)
- Gerald Veasley - "Let's Do It Again"

## Récompenses & nominations
- Grammy Award - rap band, avec The Roots